# Madagaskar-Zwergtaucher
Der Madagaskar-Zwergtaucher (Tachybaptus pelzelnii) ist eine monotypische Art aus der Familie der Lappentaucher. Die Art kommt ausschließlich auf Madagaskar vor. Die IUCN zählt den Madagaskar-Zwergtaucher zu den gefährdeten (vulnerable) Arten. Die Bestandszahlen sind insgesamt sehr gering und gehen derzeit auf Grund von in Madagaskar eingeführten Fischen sowie der intensivierten Fischerei zurück. Darüber hinaus wird der Lebensraum zerstört, auf den der Madagaskar-Zwergtaucher angewiesen ist. Die IUCN geht deswegen davon aus, dass sich der Bestandsrückgang in den nächsten zehn Jahren noch beschleunigen wird.
Das Artepithon pelzelnii trägt der Madagaskar-Zwergtaucher zu Ehren des österreichischen Ornithologen August von Pelzeln.

## Erscheinungsbild
Der Zwergtaucher erreicht eine Körperlänge von 22 bis 27 Zentimetern und wiegt etwa 145 Gramm. Auffallend ist der verhältnismäßig schlanke Schnabel. Die Männchen sind geringfügig größer als die Weibchen und haben tendenziell den etwas längeren Schnabel.
Im Prachtkleid ist der Oberkopf bis zu den Augen schwarz. Die Kehle ist hellgrau. Die Ohrflecken sind gelblichbraun. Der Nacken ist grau, die Brust ist rußgrau. Die Körperoberseite und die -seiten sind rußbraun und kontrastieren mit den großen weißen Flecken, die sich jeweils auf den Flanken befinden. Der Rumpf ist blassgrau. Die Augen sind dunkelrot. Der Schnabel ist überwiegend gelblich. Während der Fortpflanzungszeit ist er jedoch schwarz mit einer weißen Spitze. Die Füße sind grünlich. Im Ruhekleid ist die Gefiederfärbung insgesamt etwas matter. Es fehlen dann die braungelblichen Ohrenflecken. 
Die Stimme ähnelt dem des Zwergtauchers, allerdings ist die Tonhöhe insgesamt etwas dunkler.

## Verbreitungsgebiet und Lebensraum

Madagaskar

Der Madagaskar-Zwergtaucher besiedelt ausschließlich Madagaskar und war in historischer Zeit auf der gesamten Insel verbreitet und besiedelte auch Höhenlagen bis 2.000 Meter über NN. Mittlerweile fehlt der Madagaskar-Zwergtaucher in Teilen seines ursprünglichen Verbreitungsgebietes und ist in den übrigen Gebieten eine selten Art. Die höchste Bestandsdichte liegt im Westen und im Zentrum von Madagaskar vor, wo Paare und einzeln lebende Madagaskar-Zwergtaucher die zahlreichen kleinen Teiche und Seen besiedeln. Auf dem Lake Alaotra, der früher zu hunderten von Madagaskar-Zwergtauchern, dem Delacour-Zwergtaucher als auch in geringerer Zahl vom gemeinen Zwergtaucher besiedelt wurde, gab es bereits im Jahre 1985 nur noch zehn bis zwanzig Individuen. Der Lake Alaotra durchlief in der zweiten Hälfte des 20. Jahrhunderts eine sehr starke Veränderung, die sich in kleinerem Maße so aber auch in anderen Gewässern Madagaskars vollzieht. Durch die Verlandung der Ufer und die Einleitung von Dünger in den See kam es zu dramatischen Veränderungen der Mikrofauna. Exotische Fische wurden eingeschleppt, zum Beispiel Tilapien, die die Seerosen fraßen und damit den Vögeln das Nistmaterial nahmen, und Forellenbarsche, die sowohl die Nahrung der Taucher als auch deren Junge fraßen. In den 1980er Jahren wurden zusätzlich räuberische Schlangenkopffische eingeschleppt, die den Tauchern und ihrem Nachwuchs nachstellen. 
Der genaue Bestand des Madagaskar-Zwergtauchers ist nicht genau bekannt. Die IUCN schätzt den Bestand auf 1.500 bis 2.000 Individuen und erwartet, dass die Bestände die nächsten zehn Jahre weiter zurückgehen. Zum Bestandsrückgang tragen eingeführte Fische bei, die zum einen die Küken fressen, aber auch die Verfügbarkeit der Nahrungsressourcen für den Madagaskar-Zwergtaucher verringern. Feuchtgebiete, die dem Madagaskar-Zwergtaucher Rückzugsmöglichkeiten geben, werden außerdem zunehmend in Reisfelder umgewandelt. 
Als Lebensraum präferiert der Madagaskar-Zwergtaucher flache Seen und Teiche mit einem dichten Seerosen-Bewuchs. Gelegentlich kommt er auch in Brackwasser und auf langsam fließenden Flüssen vor.

## Verhalten
Das Nahrungsspektrum des Madagaskar-Zwergtauchers umfasst vorwiegend Insekten. Er frisst außerdem Fische und in geringem Maße auch Krustentiere. Auf Teichen mit größeren Fischen fehlt er häufig. Dort findet sich eher der gemeine Zwergtaucher, der auch in Europa vorkommt. Madagaskar-Zwergtaucher sind überwiegend Standvögel. Sie unternehmen jedoch Wanderungen, um geeignete Habitate zu finden. Die Fortpflanzungszeit fällt in den Zeitraum August bis März. Brutpaare sind in der Regel territorial, jedoch kommt es auf Gewässern, die besonders geeignete Lebensbedingungen bieten, auch vor, dass die Nester in großer Nähe zueinander errichtet werden. Es wurden bereits lose Kolonien beobachtet, die bis zu 150 Individuen umfassten. Das Nest ist eine schwimmende Plattform aus Wasserpflanzen, die meist an Schwimmpflanzen verankert ist. Es befindet sich häufig in der Nähe von Wasserlilien. Die Gelegegröße sind drei bis vier Eier. 

## Belege